# Лунин, Александр Ларионович
Алекса́ндр Ларио́нович (Илларионович) Лу́нин (1867 — 1929) — член III Государственной думы от Казанской губернии, крестьянин.

## Биография
Православный, крестьянин деревни Козловки Чебоксарского уезда.
Окончил земское училище. Занимался земледелием (1 десятина надельной земли) и лесной торговлей.
С 1892 года до избрания в Думу служил в Казани у фирмы «Томас Робинсон сыновья и К°» в качестве приказчика и доверенного по покупке и сортировке яиц для экспорта за границу. В 1907 году состоял выборщиком во II Государственную думу.
Осенью 1907 года избран в члены III Государственной думы съездом уполномоченных от волостей Казанской губернии. Входил в конституционно-демократическую фракцию. Состоял членом земельной и по местному самоуправлению комиссий. Совместно с другими крестьянскими депутатами разработал и внес «Проект главных оснований о наделении безземельных и малоземельных крестьян землей», который, однако, не был поддержан кадетской фракцией из-за недоработанности.
По окончании срока думских полномочий в 1912 году, вернулся в родную деревню, занимался постройкой каменного дома. Состоял церковным старостой. В 1917 году баллотировался в Учредительное собрание от Казанского округа по списку кадетов.
После революции дом Лунина был конфискован большевиками, а сам он подвергался репрессиям.
Умер в 1929 году. Был дважды женат, имел четверых детей.